# Xylotrechus atronotatus
Xylotrechus atronotatus là một loài bọ cánh cứng trong họ Cerambycidae.